# Mostovik Arena
Mostovik Arena (plným jménem Ledový palác sportu. N. V. Paryševa, rusky Ледовый дворец спорта имени Н. В. Парышева) je sportovní aréna v Kurganu v jihovýchodním Rusku. Kapacita činí 2 500 diváků.

## Historie
Stavba ledového paláce sportu Mostovik začala v roce 2000 z iniciativy Nikolaje Paryševa, ředitele místní stavební firmy Kurganstalmost CJSC. 6. září 2001 byla uvedena do provozu první etapa. Vlastníkem Paláce ledních sportů Mostovik je Samostatná neobchodní organizace Palác ledních sportů Mostovik. Od začátku hokejové sezóny 2001/2002 zde hraje domácí zápasy hokejový tým Zauralje. Od sezóny 2009/2010 zde své domácí zápasy hraje i tým MHL Junior  Kurgan. 14. září 2010 byl z rozhodnutí vlády Kurganské oblasti přejmenován Palác ledových sportů Mostovik na Palác ledových sportů Nikolaje Vasiljeviče Paryševa.
Součástí budovy Ledového paláce sportu je hala ledové arény, místnost pro individuální posilování, šatny (4 ks), sprchy (5 ks), vestibul, bufet, lékařská ordinace.
Jednorázová kapacita pro hlavní arénu je 2 500 diváků, a pro tréninkovou ledovou plochu 150.